# Jackson Henrique Gonçalves Pereira
Jackson Henrique Gonçalves Pereira, noto semplicemente come Jackson (Franca, 3 giugno 1988), è un ex calciatore brasiliano, di ruolo difensore.